# 先代旧事本紀大成経
先代旧事本紀大成経（せんだいくじほんきたいせいきょう、先代舊事本紀大成經）は、推古天皇の命を受けて聖徳太子によって編纂されたと伝えられる教典。江戸時代に出版されたが、まもなく研究者によって偽書とされ、幕府によって関係者は処罰された。（以下、『大成経』とも略す。）
やはり偽書とされている『先代旧事本紀』が既にあり、平安中期から江戸時代中期まで『古事記』『日本書紀』と並ぶ古典として重要な史書と長く信じられていた。江戸時代に至り、この『先代旧事本紀』（全10巻）は実は抄本であり、元となったのがこの『先代旧事本紀大成経』であるとの体裁で江戸の書肆から出版された。

## 概要
本書の序によれば、620年に推古天皇の命により、神道再興による国家隆盛を目指し、過去の事績を明らかにするため、聖徳太子や蘇我馬子が歴史編纂にあたることになり、朝廷や諸名家の記録を集めたものの、神代の記録が不分明で、さらに卜部と忌部の祖神の宮に求めさせたところ神庫の土器筐の中から文書が発見され、これをもとに聖徳太子が編纂、文書は戻したとする。
この書が世に現れた江戸初期も終わる頃は、合理性を尊ぶ儒教からのいわば思想的挑戦である儒仏論争を経た時代で、この書自体は、神道・儒教・仏教の三教鼎立の立場に立っている。
幕府によって偽書とされ、また、もともと知られ長らく重要な史書の一つとされていた『先代旧事本紀』も江戸中期以降、偽書説が有力となっていく中でありながら、多くの有力な思想家や要路の人物にも『大成経』を信じる者があり、また、長野采女は物部神道の典拠とし、江戸期においてかなりの影響を与えた。西丸老職の大名黒田直邦やその親交する豪農で碩学で知られた偏無為、臨済宗の名僧　東嶺円慈、天台宗の近江国園明寺法明院第五代である敬光顕道、国学者で医者の沼田順義等が本書に傾倒したという。

## 内容
多くの異本がある。代表的なイメージのものは延宝7年に江戸で出された72巻本といわれるもので、このとき附2巻を含む40巻が刊行されている。
正部三十八巻と副部三十四巻の計七十二巻に分かれている。正部には神代七代から推古天皇までの歴史と祭祀、副部には卜占・歴制・医学・予言・憲法など広範な内容が記され、神道の教典としての格を備えている。

### 正部

#### 神代本紀
全一巻。

#### 先天本紀
全一巻。

#### 陰陽本紀
全一巻。

#### 黄泉本紀
全一巻。

#### 神祇本紀
上下二巻。

#### 神事本紀
上下二巻。

#### 天神本紀
上下二巻。

#### 地祇本紀
上下二巻。

#### 皇孫本紀
上下二巻。

#### 天孫本紀
上下二巻。

#### 神皇本紀
全六巻。

#### 天皇本紀
全六巻。

#### 帝皇本紀
全六巻。

#### 聖皇本紀
全四巻。

### 副部

#### 經教本紀
全六巻。

#### 祝言本紀
全一巻。

#### 天政本紀
全一巻。

#### 太占本紀
上下二巻。

#### 歴道本紀
全四巻。

#### 醫綱本紀
全四巻。

#### 禮綱本紀
全四巻。

#### 詠歌本紀
上下二巻。

#### 御語本紀
全四巻。

#### 軍旅本紀
上下二巻。

#### 未然本紀
全一巻。

#### 憲法本紀
全一巻。

#### 神社本紀
全一巻。

#### 國造本紀
全一巻。

## 異本一覧

### 高野本
高野庵室清滝明神の宮に在ったと伝えられる書。一説に両部神道に精通した学僧の高野按察院光宥法印が管理していたために按察本とも呼ばれるという。光宥が他行時に、不在中のことを一任されていた愛童が持ち出したか盗写して上京したとされる。
話題となった1679年の正部の刊行はこの高野本といわれ、序、序伝があり、正部38巻で、雑部は伝なく存在したかは不明。

### 長野本
長野家の先祖が伊勢神宮への賊を討ち、ために伊雑宮の祇官から写本を許され、同家に伝来、ために長野采女が持っていたとされる書。
序、序伝があり、正部38巻で副部は34巻。1675年頃から副部の一部が戸嶋屋から散発的に刊行された他、もっぱら写本として流通。

### 佐々木本（鷦鷯本）
近江佐々木明神の宮に在ったと伝えられる書。もともと菅原道真が有していたものを妻女に伝授、佐々木成頼が江州を領するともに同地に伝わり、佐々木源氏の流れの源能門こと京極内蔵之助が所持していたとする。1670年に京極が江戸で正部31巻を刊行した「鷦鷯伝」がこれとされる。
序、序伝があり、正部31巻で、雑部は数十巻と伝えられるが雑部が実際に存在したかは不明。

### 白川本
享保の頃、三重松庵が40巻を30巻にまとめ、白川神祇伯家伝来といって発刊。あまり世間に取り合われなったという。

## 先代旧事本紀大成経事件
伊雑宮神訴事件、大成経事件ともいう。
戦国期に九鬼氏によって神領を失うなど衰退していた伊雑宮は、江戸期に入って幕府や朝廷に働きかけ復興を図っていたがうまく行かず、神社の社格を上げることによって為政者らの支援を受けようとしていたと考えられる。
1658年、伊雑宮より「伊雑皇大神宮が日本最初の宮で、後に内宮次いで外宮が鎮座した」（伊勢三宮説）とする神訴状が朝廷に提出され、伊雑宮こそ天照大神を祀り、内宮は瓊瓊杵尊、外宮は月読尊を祀るものとした。そのため、それまで応援の添え状をする等同情的であった内宮・外宮と社格争いの様相を呈するようになっていく。伊雑宮の復興運動の方向性の変化には、活動を担当していた中心人物が別の人物に変わっていったことがあると考えられる。1661年、伊雑宮の造替の下知が出るが、内宮は古例に則り縮小するよう介入。1662年、伊雑宮は『伊勢答志郡伊雑宮旧記』といった偽書を朝廷に提出、内宮・外宮の祠官も書状を朝廷に提出した。朝廷は「伊雑宮は内宮の別宮、祭神は伊射波富美命」と定めた。そこで1663年、伊雑宮神職らは4代将軍徳川家綱に直訴した。しかし、家綱は伊勢神宮側に立ち、伊雑宮の神人ら47人を伊勢志摩から追放した。

### 事件
1675年より『先代旧事本紀大成経』が、いずれも江戸の版元｢戸嶋惣兵衛｣から散発的に刊行されていった。とくに1679年（延宝7年）のいわゆる72巻本中の40巻（おそらく正部38巻、附2巻）が出版されると大きな話題となり、学者や神職、僧侶の間で広く読まれるようになった。しかし、伊勢神宮外宮の御師である龍熙近は1680年に『大成経破文』を著わしてこの内容を論難、ついで、前著の内容をより平易に要約した『大成経破文要略』を出した。これにより、大成経は伊勢神宮別宮の伊雑宮の神職が主張していた「伊雑宮が日神を祀る社であり、内宮・外宮は星神・月神を祀るものである」という説を裏づける内容のものであることが知られていった。龍は、先の1663年の訴えを起こし追放された関係者らが同志を集めて企んだものであろうと考えている。その後、内宮・外宮の神官らはこの書の内容について幕府にたびたび詮議を求めた。
幕府は、おそらく1681年９月の訴えに対し大成経を偽書と断定し、1682年頃から『大成経』は版木を回収、幕府の許可なく出版したとして江戸の版元｢戸嶋惣兵衛｣、出版に加担したとして黄檗宗の僧 ・潮音道海（ちょうおんどうかい、1628年－95年）、偽作を依頼したとされた伊雑宮の社家らに流刑・追放等の処分を行い、さらに1683年に潮音自身が配流先で自ら3年禁足するとした。
古くは、潮音道海を偽作者とする説も強かったが、既に当時彼は権力者の知己も得て名声も高かったため、疑問視する声も強い。また、資料を持ち込んだのは伊雑宮の神職である永野采女であるとする説もあったが、こちらは実際には、浪人で物部神道を開いた漂泊の神道研究家であった長野采女のこととされている。長野は、当時から先祖伝来と称する「物部之家伝」の伝書を持ち、人に応じてそれを見せて自身の神道を説いていて、彼こそ偽作者とする説も強い。また、長野もこの件で処罰を受けたと語られることが多いが、容疑者として追われ逃亡の中で亡くなったとする説、これらを否定する説もある。なお、長野は事件の数年後に亡くなっている。
潮音自身は、京極内蔵之助なる人物（既に1670年に江戸で大成経の鵻鷯伝を出版していた）から神道の秘典を見せられ読み解きを受ける中で大成経自体の存在を知り、全てを読みたいと思うようになり、そうした折りに長野が来訪、長野から残りを写本させてもらえることになったと、彼の随筆『指月夜話』で後に語っている。長野と潮音の交流については、確かな資料ではその書き方からは必ずしも明確ではないとして、実際に接触があったかも疑問視する意見もあるが、例えば伝記作者である仙嶺の立場上不都合なので伝記には書かなかったとする意見もある。
三田村鳶魚は、加賀藩士吉田守尚の手抄という『混見摘写』を紹介、そこでは古筆を偽書して詐欺を働いていた浪人長野が江戸で20巻ほどの忌部家のものらしき巻物を発見、買い取って人と語らって大成経を偽造、伊雑宮の社家も一人加わり、京極とも語らい、江戸と京都を行き来し、この書をネタに金銭を稼いでいたことを伝えている。三田村自身は、この話をとんでもない憶測と主張している。
後に大成経を始めとする由緒の明らかでない書物の出版・販売が禁止された。しかし、幕府の目を掻い潜って大成経は出回り続け、垂加神道などに影響を与えている。